# Rock n Roll Soldiers
Rock’n’Roll Soldiers — рок-группа из Юджина, Орегон. Её участники: Марти Ларсон-Сюй (вокал, гитара), Оливер Браун (барабаны) и Эван Серноффски (бас-гитара). Их звучание было описан репортёром новостей MTV Джеймсом Монтгомери как «распущенный, развратный панк, подходящий под то, чтобы пить, драться и делать татуировки». Сам Ларсон-Сюй описывает его как энергичный олд-скул-рок с «большей современной эмоциональностью» (Rocket Net Webzine).
Soldiers известны своими энергичными концертами.

## Состав группы

### Текущий состав
- Marty Larson-Xu (вокал, гитара)
- Oliver Brown (ударные)
- Evan Sernoffsky (бас)
- Lucas Gunn (ритм-гитара, бэк-вокал)

### Предыдущие участники
- Jeremy Briggs (басовые, вышел из составы группы ради других дел)
- Quinn Brown (ведущий гитарист, покинул группу после падения в обморок на концерте)
- Kevin Sciou (заменён Луксом Ганном)

## История
В 1997 друзья детства Марти, Оливер, Эван и изначальный гитарист Лукас Ганн (брат Криса Ганна, гитариста Hunches) объединились, чтобы сформировать группу, которая однажды станет Soldiers. Эти четыре друга, только только из средней школы, только начинали учиться играть на инструментах, и группа начала формироваться. Название самой группы произошло от названия тура Radio Birdman. Ларсон-Сюй объясняет MTV.com:
«Наша любимая группа была Radio Birdman, поэтому мы выбрали наше название от них», — сказал лидер Марти Ларсон-Сюй. «Один из их туров назывался Rock n Roll Soldiers, и нам понравилось, 'Да! Это оно!'» (MTV.com)
Как только их музыка начала становиться популярной, Soldiers стали выступать на разогреве у таких групп как The Donnas и New Bomb Turks.
Окончив среднюю школу, Лукас и остальная часть Soldiers разделились, и группа подобрала французского гитариста Кевина Скайоу, бывшего гитариста StarrGunn.
Они продолжали ездить по западному побережью США и записали 2 мини-альбома: «The High School Sessions EP» и «The Weak Blame the Strong EP». Они были изданы лейблом Gearhead Records Сан-Франциско, и выпущены только на виниле. В 2005 во главе с продюсером Скоттом Мэтьюсом Soldiers подписали соглашение с Atlantic Records и подразделением Warner Music Group East West Records выпустил два мини-альбома на сборнике, записанном на компакт-диске, точно названный, «The Two EPs». Этот компакт-диск был их неофициальным дебютом в США. Поскольку их влияние распространялось, Soldiers начали совершать поездку по стране, часто отправляясь на Восточное побережье. Soldiers играли серию шоу на западном побережье в поддержку Шутера Дженнингса, они также совершили поездку по поддержке Kasabian, Less Than Jake и KillRadio.
Песня Rock n Roll Soldiers «Funny Little Feeling» была очень популярна в США: её использовали в рекламе Verizon Wireless, в популярных телешоу таких как Холм одного дерева,  Тайны Смолвиля и Малкольм в центре внимания и несколько видеоигр, включая MVP Baseball 2005, L.A. Rush и Gran Turismo 4. Их песня «Flag Song» показана в нескольких из названий видеоигры Electronic Arts 2006 года. Их песня «Guns Out» использована в рекламе Payless Shoes. Soldiers также есть на компакт-диске сборнике Drive-Thru Records, «Listen to Bob Dylan: A Tribute Album», в котором они сделали кавер на «Rainy Day Women #12 & 35».
Они были показаны в телепередачах MTV: You Hear It First и True Life.
В июле 2006 Кевин Скайоу покинул Soldiers, чтобы играть с бывшим помощником группы StarrGunn Картером Фолко. Он был заменён оригинальным гитаристом группы, Лукасом Ганном.
В июне 2006 они выпустили свой дебютный альбом So Many Musicians to Kill.
Они также объявили, что новый альбом будет выпущен в 2008, и что они скоро проведут тур по Европе.
Их тур по Европе охватил 48 шоу и длился 53 дня и прошёл через Испанию, Францию, Германию, Швецию, Швейцарию, Сербию, Хорватию, Болгарию, Македонию, Италию, Австрию, Нидерланды, Бельгию, Данию.
В настоящее время группа находится на паузе, в то время как участники ведут различные параллельные проекты.

## Дискография

### Альбомы
- So Many Musicians to Kill (RNRS Records/Beverly Martel, июнь 2006)
- Upcoming Album (Отчёты RNRS, TBA)

### Мини-альбомы
- The Weak Blame the Strong (Gearhead, 200?) (Винил только)
- High School Sessions (Gearhead, 200?) (Винил только)
- The Two EPs (Atlantic/East West, апрель 2005)

В интервью 2005 года, названном 'Steve Perry: Mother, Father By Mitch Lafon', Перри был процитирован: «Есть группа, которую я люблю. Я думаю, что она забавная и бесшабашная, она называется The Rock 'N Roll Soldiers. Солист — талантливый парень по имени Марти…, они работают над записью прямо сейчас, которая, я думаю, выходит на лейбле Atlantic. Мне нравится это — я верю в них.»
http://www.melodicrock.com/interviews/steveperry-mitchlafon.html Архивная копия от 17 мая 2007 на Wayback Machine